# Сухопътни войски на Сърбия
Сухопътните войски на Сърбия се наричат сухопътните сили на Армията на Сърбия и са тяхното най-голямо подразделение.
Наброяват 33 000 войника (активен състав) и 100 000 войника (в запаса). Щабът им е в Ниш. Денят на Сухопътните войски на Сърбия е на 16 ноември.